# Chi Mòng biển
Chi Mòng biển (Larus) là một chi lớn thuộc Họ Mòng biển. Các cá thể của chi này được phân bố rộng khắp trên thế giới, tuy nhiên tính đa dạng loài của nó có giá trị lớn nhất ở Bán cầu Bắc. Nhiều thành viên trong chi này là những loài chim phổ biến và có số lượng cá thể lớn trong khu vực sinh sống của chúng. Trước đây, phần lớn các loài mòng biển đều được xếp vào chi này, tuy nhiên cho đến khoảng năm 2005-2007 cách phân loại này được cho là mang tính đa ngành và điều này dẫn đến việc nhiều loài Larus cũng đã được tách ra và xếp vào các chi Ichthyaetus, Chroicocephalus, Leucophaeus và Hydrocoloeus (chi này được thừa nhận rộng rãi hơn các chi còn lại).
Các thành viên của chi Mòng biển có kích thước từ trung bình tới lớn, thường có màu xám hay trắng với các vệt đen trên đầu hay cánh. Chúng có mỏ dài, khỏe và móng chân có màng.
Tình trạng phân loại của các loài mòng biển lớn trong nhóm mòng biển cá trích và mòng biển nhỏ lưng đen nhìn chung rất là phức tạp, nhiều nhà khoa học khác nhau đã đưa ra con số từ 2 đến 8 loài. Xem thêm lai giống ở mòng biển.

## Phân loài và tiến hóa

### Danh sách các loài

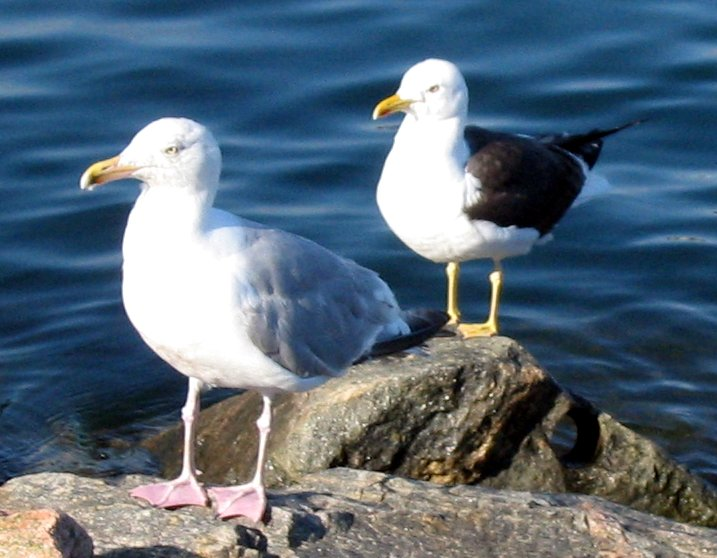
Mòng biển Herring (phía trước) và mòng biển nhỏ lưng đen (phía sau) ở Na Uy.

- Larus argentatus - Mòng biển cá trích châu Âu
- Larus armenicus - Mòng biển Armenia
- Larus atlanticus - Mòng biển Olrog
- Larus belcheri - Mòng biển Belcher
- Larus cachinnans - Mòng biển Caspi
- Larus californicus - Mòng biển California
- Larus canus - Mòng biển thông thường
- Larus crassirostris - Mòng biển đuôi đen
- Larus delawarensis - Mòng biển vòng mỏ
- Larus dominicanus - Mòng biển Kelp (ở New Zealand chúng được gọi là "mòng biển lưng đen phương Nam" hay "Karoro")
  - Larus dominicanus vetula - Mòng biển Đất Mũi
- Larus fuscus - Mòng biển nhỏ lưng đen
- Larus glaucescens - Mòng biển cánh xanh xám
- Larus glaucoides - Mòng biển Iceland, Mòng biển Băng Đảo
  - Larus glaucoides kumlieni - Mòng biển Kumlien
- Larus heermanni - Mòng biển Heermann
- Larus heuglini - Mòng biển Heuglin
- Larus hyperboreus - Mòng biển xanh xám
- Larus livens - Mòng biển bàn chân vàng
- Larus marinus - Mòng biển lớn lưng đen
- Larus michahellis - Mòng biển chân vàng
- Larus occidentalis - Mòng biển phương Tây
- Larus pacificus - Mòng biển Thái Bình Dương
- Larus saundersi - Mòng biển mỏ ngắn, Mòng biển Saunders
- Larus schistisagus - Mòng biển lưng than
- Larus smithsonianus - Mòng biển cá trích châu Mỹ
- Larus thayeri - Mòng biển Thayer
- Larus vegae - Mòng biển Tây Sibir hay mòng biển Vega
  - Larus vegae birulai - Mòng biển Birula

### Hóa thạch và quá trình tiến hóa
Hóa thạch của các loài thuộc chi Mòng biển có niên đại từ thế Trung Tân giữa (20-15 triệu năm trước đây); allocation of các hóa thạch sớm hơn của chi này hiện nay phần nhiều sẽ bị từ chối (xem phía dưới). Các báo cáo về địa lý sinh vật của các hóa thạch cho thấy rằng, có khả năng, chi này tiến họa tại miền Bắc của Đại Tây Dương và bắt đầu phân bổ rộng rãi trên toàn cầu trong thế Thượng Tân, khi mà sự đa dạng loài của chi này đạt đến đỉnh cao như đối với phần lớn các loài chim biển.
- Larus sp. (Thế Trung Tân giữa, tìm thấy ở Grund, Áo)
- Larus sp. (Thế Trung Tân giữa, tìm thấy ở Rumani) (Olson, 1985)
- Larus sp. (Thế Trung Tân muộn/Thế Thượng Tân sớm, tìm thấy ở vùng mỏ Lee Creek, Hoa Kỳ) - một vài loài (Olson, 1985)
- Larus elmorei (Thế Thượng Tân sớm hoặc giữa, tìm thấy ở Thung lũng Xương, miền Đông Nam Hoa Kỳ)
- Larus lacus (Thế Thượng Tân muộn, tìm thấy ở Pinecrest, miền Đông Nam Hoa Kỳ)
- Larus perpetuus (Thế Thượng Tân muộn, tìm thấy ở Pinecrest, miền Đông Nam Hoa Kỳ)
- Larus sp. (Thế Thượng Tân muộn, tìm thấy ở San Diego, miền Tây Nam Hoa Kỳ)
- Larus oregonus (Thế Thượng Tân muộn - Thế Canh Tân muộn, miền Trung Tây Hoa Kỳ)
- Larus robustus (Thế Thượng Tân muộn - Thế Canh Tân muộn, miền Trung Tây Hoa Kỳ)
- Larus sp. (Thế Thượng Tân muộn, tìm thấy ở hồ Manix, miền Tây Hoa Kỳ)

Hóa thạch của "Larus" raemdonckii (thế Tiệm Tân sớm, Bỉ), hiện nay được tin là ít nhất nằm trong chi Chim báo bão thuộc họ Chim báo bão. "L." elegans (thế Tiệm Tân sớm/thế Trung Tân sớm, St-Gérand-le-Puy, Pháp) và "L." totanoides (Lthế Tiệm Tân muộn/Trung Tân sớm, Đông Nam Pháp) hiện nay nằm trong Laricola, trong khi "L." dolnicensis (thế Trung Tân sớm, Cộng hòa Séc) thực ra là một loài chim dô nách; hiện chúng nằm trong Mioglareola.
Hóa thạch thế Trung Tân sớm của "Larus" desnoyersii (Đông Nam Pháp) và "L." pristinus (John Day Formation, Willow Creek, Hoa Kỳ) có lẽ không thuộc vào chi này, và L. desnoyersii rất có thể là một loài chim cướp biển (Olson, 1985).

## Vòng loài

Các loài thuộc chi Mòng biển lai giống tự nhiên trong một "vòng" xung qanh Bắc Cực
(1: Larus argentatus argentatus, 2: Larus fuscus sensu stricto, 3: Larus fuscus heuglini, 4: Larus argentatus birulai, 5: Larus argentatus vegae, 6: Larus argentatus smithsonianus, 7: Larus argentatus argenteus)

Sự phân bổ thành một vòng quanh Bắc Cực của các loài thuộc chi Mòng biển thường được xem là một ví dụ kinh điển của vòng loài. Mòng biển Herring, chủ yếu sinh sống ở Anh, có thể lai giống với Mòng biển Herring châu Mỹ (sống ở Bắc Mỹ), đến lượt mình mòng biển Herring châu Mỹ có thể lai giống với mòng biển Herring đông Sibir. Phân loài ở phía Tây của mòng biển Herring đông Sibir - mòng biển Birula - có thể lai giống với mòng biển Heuglin, đến lượt mình mòng biển Heuglin có thể lai giống với mòng biển nhỏ lưng đen ở miền Sibir (cả bốn đều sinh sống ở miền đối diện Bắc Sibir). Ở đây, những cá thể mòng biển nhỏ lưng đen sống sát cạnh với mòng biển Herring trong "vòng" lại không giao phối với nhau được do hai loài này khác nhau quá xa về di truyền. Chính vì vật, về mặt di truyền các loài này hình thành một chuỗi liên tục với nhau ngoại trừ ở châu Âu nơi mòng biển Herring và mòng biển nhỏ lưng đen gặp nhau. Tuy nhiên các nghiên cứu di truyền gần đây cho thấy mối quan hệ giữa các loài này phức tạp hon nhiều so với những gì mà chúng ta từng biết, và rất có thể "vòng" của các loài mòng biển này không hoàn toàn là một vòng loài thực sự (Liebers et al., 2004).